# لنز رتروفوکال

L1 = عدسی مقعر، L2 = عدسی محدب، F = نقطه کانونی، f = فاصله کانونی، H = سطح کانونی دوم

لنز رتروفوکال، یا لنز وارونه‌کانون، لنزی است واید، که با استفاده از پیکربندی معکوس یک لنز تله طراحی و ساخته شده‌است. این لنز توسط پیر آنژنیو در سال ۱۹۵۰ میلادی در کشور فرانسه معرفی گردید و هنوز هم در فرانسه این لنز به‌نام سازندهٔ آن، رتروفوکال آنژنیو خوانده می‌شود.

## ساختار
یک لنز تله از دو گروه عدسی مقعر و محدب که مقابل هم قرار گرفته‌اند، تشکیل شده‌است. این سیستم باعث کاهش فاصله اولین عدسی لنز با صفحه حساس عکاسی می‌شود (طول لنز از فاصله کانونی لنز کوتاهتر می‌باشد). بدین صورت طول لنز کاهش یافته و دیگر به آن اندازه دست و پا گیر نخواهد بود.
حال اگر این حالت را معکوس بکنیم، اولین عدسی، بیشتر از فاصله کانونی لنز از سطح حساس عکاسی فاصله خواهد گرفت. این اختراع امکان طراحی و ساخت لنزهایی با فاصله کانونی کمتر از نرمال را برای دوربین تک‌لنزی انعکاسی فراهم کرد. چراکه وجود آیینه در این دوربین‌ها، امکان نزدیک‌تر شدن لنز به سطح حساس عکاسی برای ایجاد زاویه دید بازتر را نمی‌داد.
این طرح در سال ۱۹۳۱ میلادی توسط تای‌لور و هوب‌سان به شمارهٔ ۳۵۵،۴۵۲ در انجمن ثبت اختراعات بریتانیا به ثبت رسید.